# HD244303
HD244303 є хімічно пекулярною зорею спектрального класу
A й має видиму зоряну величину в смузі V приблизно 11,4.